# Philippe Rousselet
Philippe Rousselet (Neuilly-sur-Seine, 7 luglio 1968) è un produttore cinematografico francese.
È conosciuto soprattutto per essere il produttore del film CODA - I segni del cuore, il quale gli ha fatto vincere il Premio Oscar per il miglior film.

## Biografia
Philippe Rousselet è nato il 7 luglio 1968 a Neuilly-sur-Seine. È il proprietario e l'amministratore delegato dell'azienda cinematografica da lui creata nel 2008, Vendome, produttrice di film come L'amore all'improvviso - Larry Crowne, diretto e interpretato da Tom Hanks. Ha iniziato la sua carriera lavorando presso la Warner Bros., ricoprendo per cinque anni il ruolo di vice-presidente di produzione. Nel 1994, ha fondato la società di produzione Les Films de la Suane. Nel 2004, ha co-fondato la società Entertainment Manufacturing Co., assieme al regista Andrew Niccol.
Nel 2022 ha vinto il Premio Oscar al miglior film per CODA - I segni del cuore, film diretto da Sian Heder, basato sul film La famiglia Bélier, sempre prodotto da Rousselet.

## Filmografia
- Maria della Baia degli Angeli (Marie Baie des Anges), regia di Manuel Pradar (1997)
- Serial Lover, regia di James Huth (1998)
- Folle d'elle, regia di Jérôme Cornuau (1998)
- Barnie et ses petites contrariétés, regia di Bruno Chiche (2001)
- Blanche, regia di Bernie Bonvoisin (2002)
- Tristan, regia di Philippe Harel (2003)
- Papa, regia di Maurice Barthélémy (2005)
- Lord of War, regia di Andrew Niccol (2005)
- Les parrains, regia di Frédéric Forestier (2005)
- Du jour au lendemain, regia di Philippe Le Guay (2006)
- La clef, regia di Guillaume Nicloux (2007)
- Les insoumis, regia di Claude-Michel Rome (2008)
- Le donne del 6º piano (Les Femmes du 6e étage), regia di Philippe Le Guay (2011)
- Source Code, regia di Duncan Jones (2011)
- L'amore all'improvviso - Larry Crowne (Larry Crowne), regia di Tom Hanks (2011)
- Paris-Manhattan, regia di Sophie Lellouche (2012)
- La cuoca del presidente (Les Saveurs du palais), regia di Christian Vincent (2012)
- Alive & Well, regia di Josh Taft (2013)
- Pronto a tutto (Prêt à tout), regia di Nicolas Cuche (2014)
- À toute épreuve, regia di Antoine Blossier (2014)
- La famiglia Bélier (La Famille Bélier), regia di Éric Lartigau (2014)
- Tout pour être  heureux, regia di Cyril Gelblat (2015)
- Bastille Day - Il colpo del secolo (Bastille Day), regia di James Watkins (2016)
- West Coast, regia di Benjamin Weill (2016)
- Un tirchio quasi perfetto (Radin!), regia di Fred Cavayé (2016)
- Famiglia all'improvviso - Istruzioni non incluse (Demain tout commence), regia di Hugo Gélin (2016)
- Come ho incontrato mio padre (Comment j'ai rencontré mon père), regia di Maxime Motte (2017)
- Seven Sisters (What Happened to Monday), regia di Tommy Wirkola (2017)
- L'un dans l'autre, regia di Bruno Chiche (2017)
- La promessa dell'alba (La promesse de l'aube), regia di Éric Barbier
- Photo de famille, regia di Cécilia Rouaud (2018)
- Remi, regia di Antoine Blossier (2018)
- Petit Pays, regia di Éric Barbier (2020)
- Il principe dimenticato (Le Prince oublié), regia di Michel Hazanavicius (2020)
- CODA - I segni del cuore (CODA), regia di Sian Heder (2021)
- Parla più forte (On est fait pour s'entendre), regia di Pascal Elbé (2021)
- Addio, signor Haffmann (Adieu Monsieur Haffmann), regia di Fred Cavayé (2021)
- Maestro(s), regia di Bruno Chiche (2022)
- Un petit miracle, regia di Sophie Boudre (2023)
- La stanza delle meraviglie (La chambre des merveilles), regia di Lisa Azuelos (2023)

## Riconoscimenti
- Premio Oscar
  - 2022 - Miglior film per CODA - I segni del cuore[2]
- Premio César
  - 2015 - Candidatura al miglior film per La famiglia Bélier